# Night Train to Munich
Night Train to Munich (Brasil: Gestapo / Portugal: Expresso para Munique) é um filme britânico de 1940, do gênero suspense, dirigido por Carol Reed e estrelado por Margaret Lockwood e Rex Harrison.